# Torahiko Terada
Pour les articles homonymes, voir Terada.
Torahiko Terada (寺田 寅彦, Terada Torahiko, 28 novembre 1878 – 31 décembre 1935) est un écrivain et physicien japonais né à Tokyo. Professeur à l'université impériale de Tokyo, chercheur au RIKEN, il travaille sur un large éventail de sujets en physique. Il est par ailleurs professeur à l'Institut de recherche sismique de l'université de Tokyo (en).
En tant qu'auteur, il étudie auprès de Natsume Sōseki, professeur à son école secondaire de Kumamoto. Terada est surtout connu pour ses nombreux essais sur une grande variété de sujets allant de la science au cinéma, des haïku aux manga.

## Biographie
(août 2018).
1878 : Terada naît dans une ville du district de Kojimachi à Tokyo. Comme il naît au cours de l'année du tigre, il est nommé « Torahiko ».
1896 : Tout en travaillant dans une école secondaire de Kumamoto, il étudie auprès de Natsume Sōseki et du professeur de sciences Takuro Tamaru. C'est l'influence de ces deux hommes qui incite Terada à poursuivre sérieusement des études de science et de littérature.
1897 : Épouse l'étudiante Natsuko Sakai, sa première femme.
1899 : Il étudie en vue de son PhD à l'université impériale de Tokyo où il est conseillé par Hantaro Nagaoka et Akitsu Tanaka.
1902 : Décès de Natsuko Sakai.
1903 : Terada Terada est diplômé de département de l'environnement physique de l'université impériale de Tokyo avec mention.
1905 : Il épouse Hiroko Hamaguchi.
1908 : Obtient son doctorat ès sciences..
1909 : Devient professeur agrégé à l'Université de Tokyo. De là, il part à l'étranger étudier à l'université de Berlin.
1910 : Tandis qu'il étudie à Stockholm, il correspond avec Svante Arrhenius.
1911 : Retourne au Japon en passant par Paris, le Royaume-Uni et les États-Unis.
1913 : Publication de Umi no Buturigaku qui résume ses recherches en études océanographiques.
1917 : Il est lauréat du 7e prix impérial de l'Académie japonaise pour ses études novatrices sur la diffraction des rayons X, qui s'appuient sur les travaux de Max von Laue. Vers la même époque, sa seconde épouse, Hiroko, décède.
1918 : Il épouse sa troisième et dernière femme, Shin Sakai.
1922 : Participation à la fête de bienvenue pour Albert Einstein lors de sa visite au Japon.
1923 : Commence ses recherches sur le séisme de 1923 de Kantō.
1924 : Terada est directeur de recherche à l'institut RIKEN.
1926 : Est nommé professeur de l'Institut de recherche sismique de l'université impériale de Tokyo.
1928 : Élu membre de l'Académie impériale.
1935 : Il souffre d'une tumeur osseuse et décède le 12 mai à l'âge de 57 ans. Ses cendres sont enterrées dans un cimetière à côté de sa maison d'enfance à Kōchi.

## Fiction
Torahiko Terada, avec de nombreux personnages historiques importants de la restauration de Meiji, est un personnage central dans le roman/fantasy historique Teito Monogatari de Hiroshi Aramata.

## Ouvrages disponibles en anglais
- (en) Torahiko Terada, Scientific Papers, Iwanami Shoten, 1985 (ISBN 4-00-200467-8)
- (en) Torahiko Terada (trad. Yoshiyuki Suito), Persimmon Seeds, Fukuoka, Yoshiyuki Saito, 1988

## Ouvrages disponibles en français
- Torahiko Terada (trad. Olivier Birman et Hiroki Toura), L’esprit du haïku, Arles, Éditions Philippe Picquier, 2016

## Source de la traduction
- (en) Cet article est partiellement ou en totalité issu de l’article de Wikipédia en anglais intitulé « Torahiko Terada » (voir la liste des auteurs).